# Филиппов, Владимир Иванович (генерал, СССР)
Владимир Иванович Филиппов (3 декабря 1911, Староселье, Шкловский район, Могилевской области — 15 марта 1995) — генерал-лейтенант ВС СССР (2 февраля 1963 года), участник Великой Отечественной войны, танкист.

## Биография
Закончил 7 классов.
С 1 октября 1929 года — курсант Объединенной Белорусской Военной школы им. ЦИК БССР, по окончании которой, 3 мая 1932 года назначен на должность командира взвода 13-го стрелкового полка 5-й стрелковой дивизии Белорусского военного округа. С 18 сентября 1932 по 20 февраля 1933 года — слушатель Московских курсов Усовершенствования командного состава мото-механизированных войск РККА им. Коминтерна.
28 июня 1935 года назначен на должность командира взвода отдельного танкового батальона 5-й стрелковой дивизии Белорусского военного округа. С 1 июля 1935 года командир взвода 1-го танкового батальона 3-й танковой бригады. В июле 1935 года слушатель Курсов усовершенствования института Физкультуры.
С 8 марта 1936 года — командир взвода 18-й механизированной бригады Белорусского военного округа. С 30 декабря 1936 года — инструктор физподготовки 18-й механизированной бригады Белорусского военного округа.
С 2 января 1937 по 29 апреля 1938 года — слушатель Ленинградских бронетанковых курсов усовершенствования комсостава.
С 29 апреля 1938 года — комендант гарнизона 18-й механизированной бригады Белорусского особого военного округа. С июля 1938 года командир роты 18-й механизированной (в октябре 1938 года переименована в 25-ю легкотанковую) бригады. Вместе с ней участвовал в походе в Западную Белоруссию в сентябре 1939 года.
С ноября 1939 года — командир роты 138-го отдельного танкового батальона Ленинградского военного округа. С июня 1940 года — командир роты 135-го отдельного танкового батальона Северо-Кавказского военного округа. С 14 августа 1940 года — помощник начальника 1-й части 11-го танкового полка 6-й танковой дивизии Закавказского военного округа. С 5 апреля 1941 года — начальник разведывательного отделения 6-й танковой дивизии.

## Великая Отечественная война
С июня по октябрь 1941 года участвовал в Иранском походе.
С 20 октября 1941 года — командир батальона тяжелых и средних танков 6-й танковой бригады Закавказского военного округа. С февраля по май 1942 года — заместитель командира 57-й танковой бригады Юго-Западного фронта, был ранен. С мая по август 1942 года на излечении в госпитале и в отпуске по ранению.
После излечения, с 20 августа 1942 года — заместитель командира 52-й танковой бригады. После отстранения 9 сентября командира бригады Чернова И. А., вступил в командование бригадой. 18 сентября 1942 года приказом № 0087 Северной Группы Войск Закавказского фронта назначен командиром бригады. Во главе бригады отличился в боях в ходе Моздок-Малгобекской оборонительной операции, в частности:
Когда наблюдательный пункт командира 52-й танковой бригады был атакован 12 вражескими танками, весь личный состав вступил с ними в смертельную схватку. Майор В. И. Филиппов командир бригады лично выстрелами из своего танка сжег 5 немецких машин.
С 29 октября 1942 года — подполковник, с 19 января 1943 года — полковник. С 1 января 1943 года бригада наступала в ходе Северо-Кавказской операции. 11—12 января 1943 года бригада успешным обходным маневром сыграла большую роль в быстром освобождении от противника города Минеральные Воды, нанеся врагу большие потери. Сам комбриг Филиппов в боях за Минеральные Воды лично уничтожил 2 танка противника. 7 февраля 1943 года бригада Филиппова преобразована в 34-ю гвардейскую танковую бригаду.
С 14 февраля 1944 года — командующий бронетанковыми и механизированными войсками 4-й Ударной армии (которая входила в состав 1-го и 2-го Прибалтийского, Ленинградского Фронтов).
Участник Парада Победы — 24 июня 1945 года в Москве.
С 29 августа 1945 года — командующий бронетанковыми и механизированными войсками Степного военного округа.
С апреля 1946 года в распоряжении отдела кадров бронетанковых и механизированных войск ВС СССР.
5 июня 1946 года — назначен командиром 34-го гвардейского тяжелого танко-самоходного полка, 12-й механизированной дивизии. С 15 сентября 1948 года — заместитель командира 5-го гвардейского стрелкового корпуса (Приморского ВО). С января по декабрь 1950 года учился на Академических курсах усовершенствования офицерского состава при Военной академии бронетанковых войск им. Сталина.
С 2 декабря 1950 года — командир 8-й механизированной дивизии Белорусского военного округа. С 3 августа 1953 года генерал-майор танковых войск.
С 3 сентября 1955 года — командир 35-го гвардейского стрелкового корпуса. С 28 сентября 1956 года — начальник Военного института физкультуры и спорта им. Ленина. С 30 мая 1959 года — заместитель командующего 38-й армии Прикарпатского военного округа по боевой подготовке — начальник отдела боевой подготовки штаба армии. С 20 декабря 1960 года — первый заместитель командующего — член Военного Совета 2-й гвардейской танковой армии. С 1 августа 1962 года — председатель Спортивного Комитета МО СССР.
Уволен в запас 21 марта 1970 года в звании генерал-лейтенант.

## Награды
- Орден Ленина;
- три Ордена Красного Знамени (1 февраля 1942, 26 февраля 1942, 1950);
- Орден Александра Невского (14 февраля 1944);
- Орден Отечественной войны I степени (27 марта 1943);
- два Ордена Красной Звезды (1942, 1944);
- медали.